# Chris Dry
Pas d'image ? Cliquez ici

a Compétitions nationales et continentales officielles uniquement.

b Matchs officiels uniquement.
Dernière mise à jour le 17 mars 2018.
Christopher Adriaan Dry ou Chris Dry est un joueur sud-africain de rugby à sept évoluant aux postes de pilier et de talonneur. Après avoir joué entre 2009 et 2010 au rugby à XV avec les Free State Cheetahs, il est sélectionné avec l'équipe d'Afrique du Sud de rugby à sept avec qui il dispute les World Sevens Series, la coupe du monde et les jeux du Commonwealth.

## Carrière

### Débuts dans l'État-Libre
En 2006, il entre à l'Université de technologie centrale de Bloemfontein dans l'État-Libre, et où il intègre également les équipes jeunes des Free State Cheetahs. Il fait ses débuts en Currie Cup en 2009 à l'occasion d'une rencontre contre les Boland Cavaliers. Cette saison, son équipe échouera en finale du championnat face aux Blue Bulls. La saison suivante, il dispute la Vodacom Cup où son équipe échoue une fois de plus en finale.

### Carrière de rugby à sept
Il fait ses débuts avec la sélection Sud-africaine de rugby à sept à l'occasion du tournoi d'Australie 2010. Initialement prévu dans le groupe pour disputer les Jeux du Commonwealth en Inde, il déclare forfait pour la compétition à la suite d'une fracture à la main droite. Il devient par la suite un joueur cadre de l'équipe, ne manquant qu'un seul tournoi entre le début de la saison 2011-2012 et la fin de la saison 2013-2014. Il fait partie de la sélection Sud-Africaine pour disputer la coupe du monde 2013 à Moscou où l'Afrique du Sud se fait éliminer en quart de finale par les Fidji.
Il est sélectionné en 2014 pour disputer les Jeux du Commonwealth où l'Afrique du Sud remporte la médaille d'or en battant en finale la Nouvelle-Zélande (17-12) avec une titularisation de Chris Dry. En 2016, pour les premiers jeux olympiques de l'histoire de la discipline, Chris Dry n'est pas retenu dans le groupe, il est nommé réserviste mais ne disputera pas le moindre match de la compétition.
Il prend sa retraite sportive en 2021 après les Jeux olympiques de 2020.